# Bolivia en los Juegos Panamericanos Juveniles de 2021
Bolivia fue uno de los 41 países que participa en los Juegos Panamericanos Juveniles de 2021 en la ciudad de Cali, Colombia.

## Medallero
- Actualizado al 5 de diciembre de 2021.[1]

Los siguientes competidores bolivianos ganaron medallas en los juegos. 
| Deporte   |   |   |   | Total |
| Atletismo | 1 | 0 | 0 | 1     |
| Karate    | 0 | 0 | 1 | 1     |
| Taekwondo | 0 | 0 | 1 | 1     |
| Tenis     | 0 | 1 | 0 | 1     |
| Total     | 1 | 1 | 2 | 4     |

### Atletismo
- David Ninavia Mamani - 	5,000m - Masculina

### Karate
- Nicolás Fernando Barrón Arispe - +84 kg - Masculina

### Tenis
- Juan Carlos Prado Angelo - Individual - Masculina

### Taekwondo
- María Celeste Añez Lara - 49 kg-57 kg - Femenina